# Marchand mercier

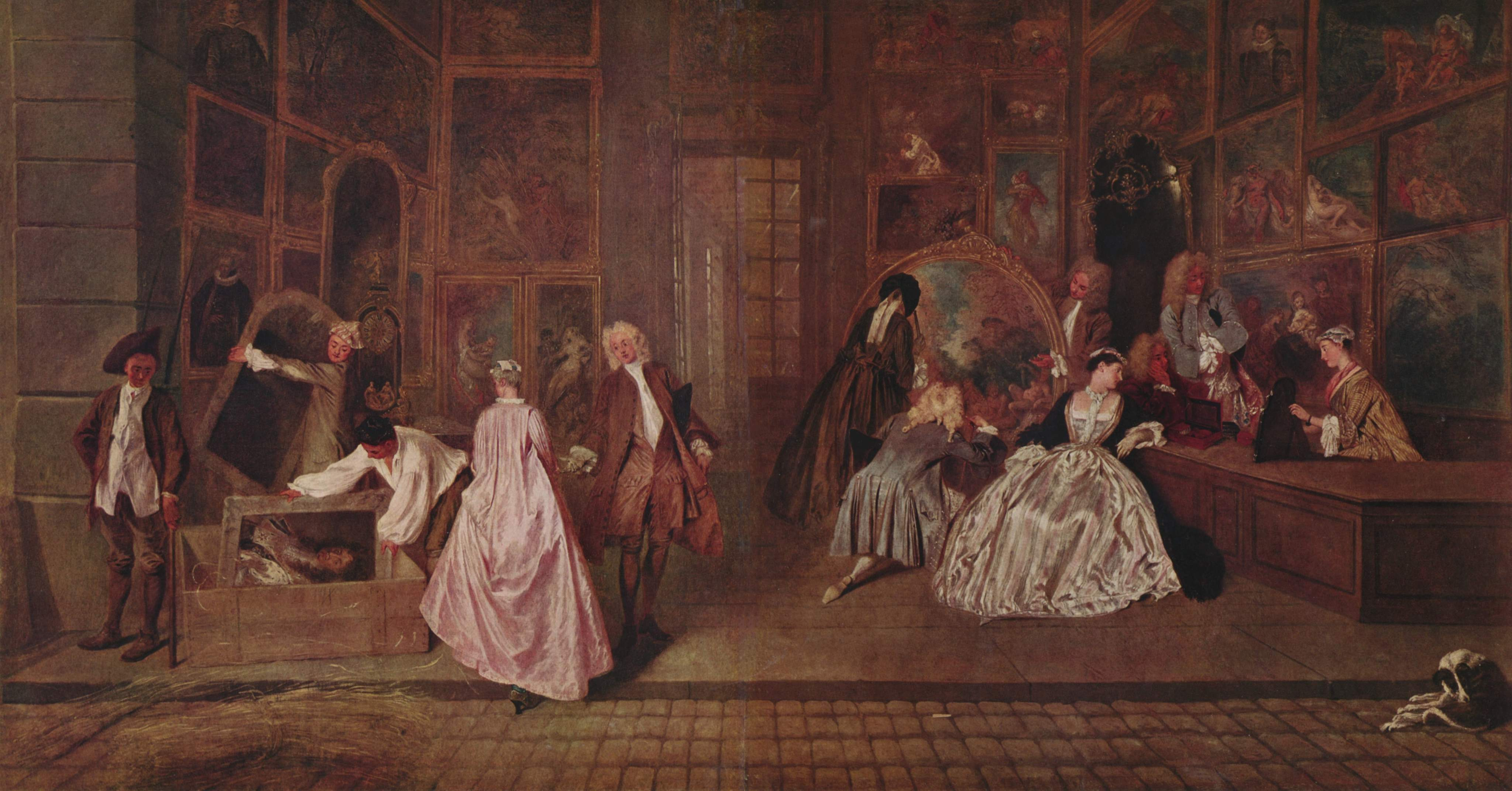
L’Enseigne de Gersaint de Watteau (1720), représentant la boutique du célèbre marchand mercier du XVIIIe siècle.

Les marchands merciers sont un des six grands corps de marchands de Paris (puis sept), celui dont on disait : « vendeurs de tout, faiseurs de rien », car contrairement aux autres corps qui fabriquaient une catégorie bien délimitée de produits qu'ils vendaient ensuite, les merciers étaient de purs commerçants qui achetaient, pour les revendre, les produits des autres communautés que celles des Grands corps de marchands.

## Définition

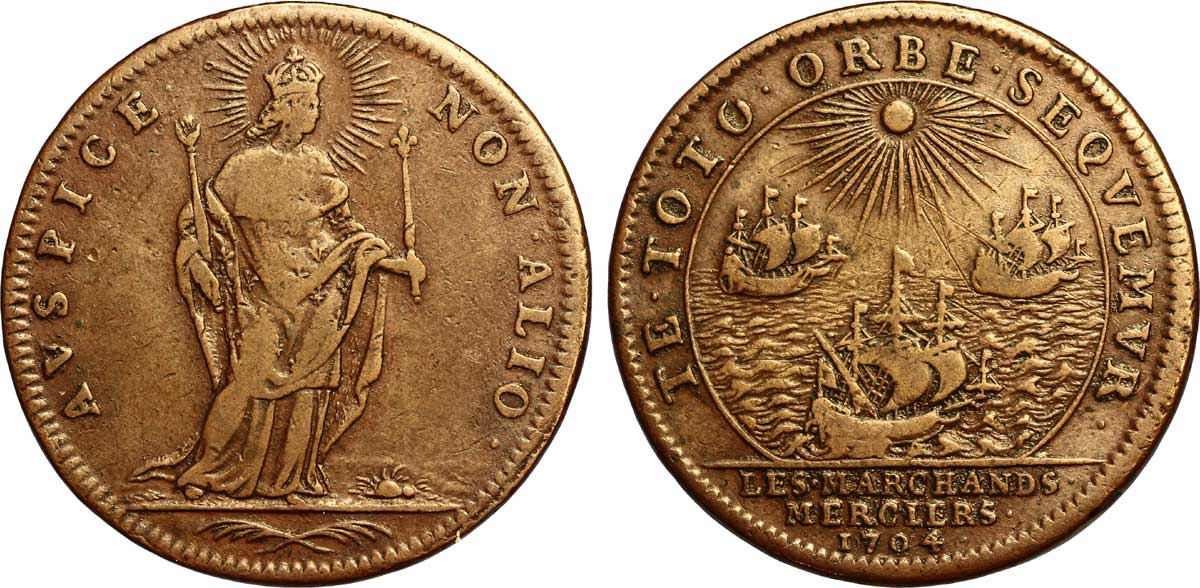
Jeton des marchands merciers (1704)

Le terme de « marchand mercier » est un doublon signifiant littéralement « marchand de marchandises », qui a pris la connotation de marchand d’objets d’art au XVIIIe siècle. Les références les plus anciennes à ce « Corps de la Ville de Paris » se trouvent à la fin du XVIe siècle, mais au XVIIIe siècle, les marchands merciers étaient commerçants. Troisième des six corps de métiers de Paris, les marchands merciers importaient des porcelaines fines de Chine et du Japon ainsi que des panneaux de laque ou de pierre dure pour les faire monter en orfèvrerie par des ouvriers travaillant sur commande pour eux : soigneusement limités par les règlements de la société en vertu des règles codifiées en 1613, les statuts de leur corporation, hors de la guilde des artisans, ne les autorisaient qu’à assembler ou transformer des objets, et non à les créer de toutes pièces. Ainsi, on rappelle souvent que Denis Diderot traite, dans l’Encyclopédie, les marchands merciers de « marchands de tout et faiseurs de rien ». La remarque lapidaire de l’auteur du Dictionnaire universel du commerce, Savary des Brûlons : « Ce Corps est consideré comme le plus noble et les plus excellent de tous de les Corps des Marchands, d’autant que ceux qui le composent ne travaillent point et ne font aucun ouvrage de la main, si ce n’est pour enjoliver les choses qui se sont déjà faites et fabriquées » révèle le dédain de sa génération envers l’artisanat. Le Dictionnaire de Savary détaille, quant à lui, les marchandises de « ceux qui vendent des tableaux, des estampes, des candélabres, des bras, des girandoles de cuivre doré et de bronze, des lustres de cristal, les figures de bronze, de marbre, de bois et d’autre matière, des pendules, horloges et montres ; des cabinets, coffres, armoires, tables, tablettes, et gueridons de bois de raport et doré, des tables de marbre et autre marchandises et curiosités propres pour l’ornement des appartemens ».

## Législation
Les lignes générales fixant ce qui était autorisé dans le métier de marchand mercier furent énoncées en 1570, sous Charles IX : « marchans grossiers, merciers et jouailliers, de manière que soubs cet estat de grossier ont esté comprins de tout temps les marchans de drap d’or, d’argent, de soie… tapisseries, jouailleries, espiceries, merceries, cuivres de forge, fil de soye, quinqualleries, et autres semblables, auxquels il n’est permis de faire manufactures quelconque, mais seulement de vendre, achepter, estaller, parer et enjolliver de toutes espèces de marchandise » L’adhésion au « corps » était soigneusement contrôlée. L’impétrant, né en France, devait subir un apprentissage de trois ans, suivie de trois années supplémentaires de compagnonnage, période durant laquelle il était tenu de rester célibataire. Les maitres ne pouvaient prendre qu’un apprenti à la fois. Les apprentissages étaient dûment enregistrés aux bureaux de la société, rue du Petit-Lion. Une somme, estimée par Guillaume Glorieux à 500 ou 600 livres vers 1720, changeait de mains et lorsque l’individu était reçu « maîtris », une somme plus importante de quelque 1 700 livres était due à la société. Il existait, par décret du roi, deux exceptions à cette règle, la première, de « marchands privilégiés suivant la Cour » pour les fournisseurs de la cour, la seconde pour ceux qui épousaient la fille d’un des marchands agréés. Quoique interdits de toute spécialisation étroite par la loi, les marchands merciers parisiens travaillaient des domaines étroitement définis par les usages de leur formation et de leurs relations et hautement concurrentiels dominés par la mode. Parmi eux, un petit groupe de marchands merciers, spécialisés dans les œuvres d’art, ont travaillé, lorsque la vogue de l’exotisme a trouvé, vers le milieu du XVIIIe siècle, à s’exprimer dans les chinoiseries, pour un cercle restreint de connaisseurs et de collectionneurs.

## Rôle
Les marchands merciers jouaient également un rôle important dans la décoration des maisons parisiennes, servant d’entrepreneurs chargés de la conception et de la commande du mobilier le plus en vogue. En outre, les marchands merciers travaillaient souvent à l’extérieur de leur magasin comme décorateurs d’intérieur chargés des nombreux aspects de la décoration des pièces d’intérieur. À Paris, le système de guilde en place depuis la fin du Moyen Âge interdisait aux artisans de travailler avec n’importe quel matériau pour lequel ils n’avaient pas effectué d’apprentissage. Seul un marchand mercier non affilié à une guilde pouvait donc monter des porcelaines chinoises avec des poignées et des supports dorées en bronze, munir le mobilier des ébénistes de laque japonaise ou de plaques de la manufacture nationale de Sèvres et appliquer de somptueuses montures en bronze doré ou en or moulu aux meubles.

## Influence
Ces entrepreneurs ont aidé à orienter et même créer des modes, comme celle des porcelaines chinoises montées en bronze doré purement français transformant un vase en aiguière avec bord et poignée rococo, ou inversant un bol sur l’autre, avec rebord ajouré en bronze doré, pour servir de brule-parfum. Seul un marchand mercier était en mesure de mobiliser les ressources nécessaires à la création de tels objets. Les marchands-merciers achetaient les écrans et les boîtes en laque du Japon, les faisaient démonter, raboter leur soutien en bois avant de commander à des ébénistes, comme Bernard II Van Riesen Burgh  ou Joseph Baumhauer, des meubles plaqués avec des panneaux de laque exotiques modelés pour s’adapter aux courbes complexes des surfaces de style Louis XV et éventuellement complétés par des imitations françaises ou entièrement laquées en vernis Martin susceptibles d’imiter les décors en porcelaine chinoise bleue et blanche, comme l’ensemble bleu sur blanc de meubles livré par Hébert en 1743 à la favorite de Louis XV, Louise Julie de Mailly-Nesle. L’influence des marchands merciers sur la porcelaine française est également considérable. En 1757, Lazare Duvaux a acheté à lui seul les trois-cinquièmes de la production totale de la manufacture de Sèvres, pour un total de 165 876 livres. Certaines formes, consignées dans les archives de la manufacture, portent d’ailleurs le nom de marchands merciers bien connus dans leur désignation.

## Territoire

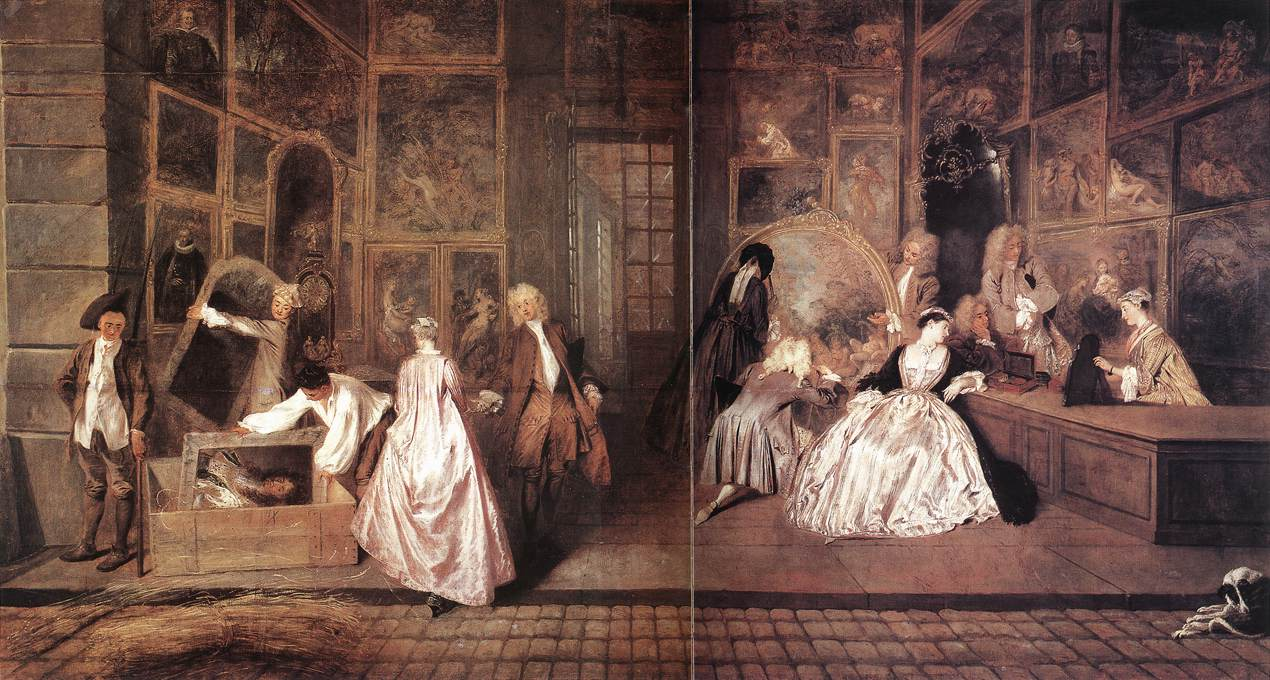
L'enseigne du marchand mercier Edme-François Gersaint, qui « vend toute sorte de clainquaillerie nouvelle", peinte par Watteau en 1720.

Groupés rue Saint-Honoré, les marchands merciers parisiens signalant leur établissement avec des enseignes plaisantes et accrocheuses, comme chez Thomas-Joachim Hébert (en), Simon-Philippe Poirier et, par la suite, dans les mêmes locaux À l’enseigne de la Couronne d’Or de son partenaire Dominique Daguerre (en) et Martin-Eloy Lignereux, Mme Dulac, Claude-François Julliot, Pierre Lebrun(1703?-1771, Au roi des Indes) et Tuard (Au château de Bellevue). À proximité, rue de la Monnaie, sélectionnée par la Manufacture Royale de Sèvres pour l’ouverture de sa boutique de porcelaine, se trouvaient Darnault, père et fils, À l’enseigne du roi d’Espagne et Lazare Duvaux. Edme-François Gersaint, dont Watteau a peint l’Enseigne de Gersaint comme enseigne tenait, suivant une vieille tradition, boutique dans une maison située sur le pont Notre-Dame d’où il annonce, en 1740, qu’il « Vend toute sorte de clainquaillerie nouvelle et de goût, bijoux, glaces, tableaux de cabinet, pagodes, vernis et porcelaines du Japon, coquillages et autres morceaux d’histoire naturelle, cailloux, agathes, et généralement toutes marchandises curieuses et étrangères ». Un nouveau venu, Charles Raymond Granchez, a ouvert en 1767 son magasin Au petit Dunkerque, sur la rive gauche, quai Conti, à l’autre bout du Pont Neuf, transféré en 1789 au 91 de la rue de Richelieu.

## Réputation
Parmi ces marchands entrepreneurs et décorateurs d’intérieur au sommet de leur profession vers le milieu du siècle, c’est Hébert qui a atteint la plus grande célébrité : apparaissant dans le célèbre roman Thémidore (1745), il a marié en 1751 sa fille au fils de la première femme de chambre de la Dauphine, dans un contrat signé à Versailles car le duc de Luynes consigne le fait dans ses Mémoires en observant qu’elle était susceptible de lui apporter « beaucoup de bien ». Gersaint a également été immortalisé par Watteau dans son Enseigne de Gersaint de 1720.